# Linea della costa occidentale
La linea della costa occidentale (in svedese: Västkustbanan) è una linea ferroviaria svedese che collega Göteborg e Lund.
Costruita nel XIX secolo, la linea dispone di 2 binari, anche se la tratta lungo Varberg e quella tra Helsingborg e Ängelholm sono a binario unico.